# Rotkopfgans

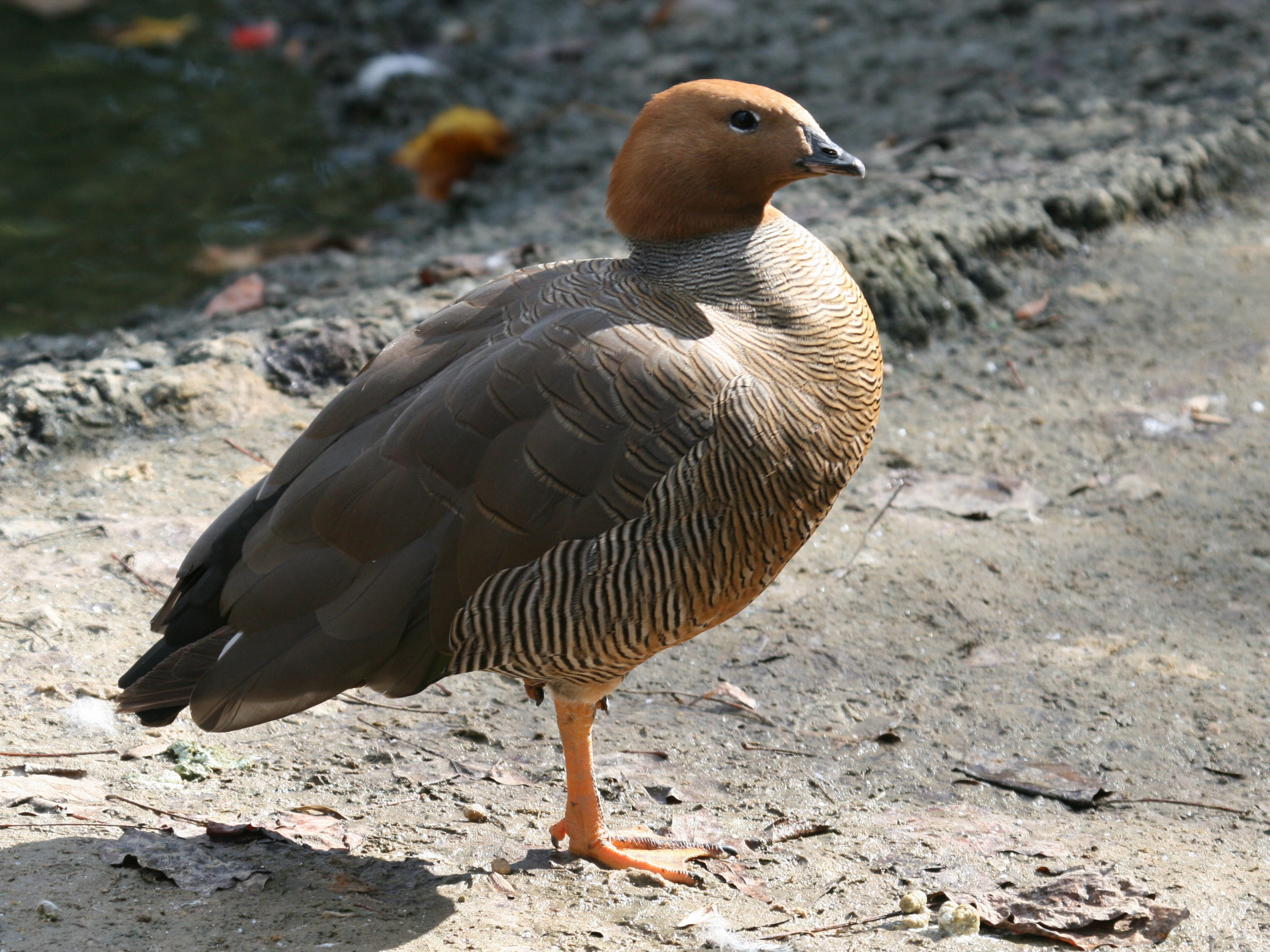
Rotkopfgans

Die Rotkopfgans (Chloephaga rubidiceps) gehört zur Familie der Entenvögel (Anatidae). Sie ist unter den Spiegelgänsen die seltenste Gänseart. Auf den Falklandinseln wurden für einige Zeit ähnlich wie bei der Magellangans Prämien für abgeschossene Rotkopfgänse gezahlt, da man in ihnen Nahrungskonkurrenten für Haustiere sah. Mittlerweile ist die Rotkopfgans auf den Falklandinseln jedoch geschützt und mit den dort lebenden 14.000 bis 27.000 Brutpaaren auch verhältnismäßig gesichert. Auf dem südamerikanischen Kontinent gehen dagegen die Bestandszahlen deutlich zurück. Ein wesentlicher Grund für die negative Bestandsentwicklung ist die Ausbreitung des Argentinischen Kampfuchses, den man in den 1950er Jahren auf Feuerland aussetzte, um die dortige Kaninchenplage einzudämmen.
Die wissenschaftliche Erstbeschreibung erfolgte durch Philip Lutley Sclater 1860 anhand eines auf den Falklandinseln gesammelten Exemplars.

## Erscheinungsbild
Die Rotkopfgans ist die kleinste unter den Spiegelgänsen. Die Körpergröße beträgt zwischen 45 und 50 Zentimeter. Die Gefiederfarben von Männchen und Weibchen gleichen sich, Männchen sind allerdings tendenziell etwas größer als die Weibchen. Rotkopfgänse wiegen etwa zwei Kilogramm.
Der Bauch ist zimtfarben, die kleinen Flügeldecken weiß, die mittleren grau und die großen grünglänzend. Die Beine sind gelborange und um die Augen befindet sich ein weißer Ring. Jungvögel gleichen weitgehend den Altvögeln. Ihr Kleingefieder ist allerdings ein wenig farbunreiner als das Alterskleid. Der Bauch ist eher lehmgelb als zimtfarben. Die großen Flügeldecken sind noch glanzlos dunkelgrau. Auch die Beinfärbung ist ein wenig blasser als bei den adulten Vögeln. Dunenjunge lassen sich von denen der Graukopfgans nicht unterscheiden. Rotkopfgänse mausern vermutlich zweimal im Jahr.
Ähnlich wie bei der Magellangans oder der Graukopfgans gibt es einen deutlichen Stimmunterschied zwischen den Geschlechtern. Weibchen rufen dunkel, während die Stimme der Ganter ein helles Wispern ist.
Rotkopfgänse können mit den Weibchen der Magellangänse verwechselt werden, die allerdings eine deutlich rotbraunere Brust haben. Rotkopfgänse haben außerdem einen kleineren Schnabel und einen flacheren Kopf. Die mit der Rotkopfgans eng verwandte Graukopfgans hat einen gräulichen Kopf und eine rötlichere Brust, die nicht quergezeichnet ist.

## Verbreitung
Die Brutgebiete befinden sich auf den feuchten Grasebenen (Tiefländer und Wiesen) auf Feuerland und südlich der Magellanstraße, in Chile und auf den Falklandinseln. Im Winter zieht die Rotkopfgans in die Tiefebenen des südlichen Argentiniens.

## Lebensweise
Rotkopfgänse sind Bewohner weiter und offener Graslandschaften. Sie gelten generell als eine Art, die das Grasland in Küstennähe bevorzugt. Bestandsaufnahmen auf den Falklandinseln haben dies jedoch nicht bestätigen können. Bei den dortigen Brutvogelerhebungen hielten sich Rotkopfgänse eher im Binnenland an Süßgewässern auf. Wie auch bei anderen Spiegelgänsen zu beobachten, sind die Ganter während der Fortpflanzungszeit sehr aggressiv und verteidigen ihr großes Brutrevier energisch. Neben Gänsen vertreiben sie auch andere Entenvögel. Das Nest wird im hohen Gras errichtet. Das Gelege im Oktober besteht aus 4 bis 11 Eiern. Es brütet allein das Weibchen, die Küken werden dagegen von beiden Elternvögeln betreut. Werden die jungen Gänse bedroht, versucht das Männchen den Angreifer zu verleiten, indem er laut ruft und eine Verletzung simuliert, während das Weibchen die Gössel in Sicherheit führt. Die Jungen werden zwischen Januar und Februar flügge. Die Wassernähe wird nur während der Kükenführung gesucht.
Außerhalb der Fortpflanzungszeit sind Rotkopfgänse gesellige Vögel und kommen gelegentlich in großen Schwärmen vor. Sie sind dabei regelmäßig mit Graukopfgänsen assoziiert. Gelegentlich kommt es auch zu einer Vergesellschaftung mit Magellangänsen.

## Bestand
Auf den Falklandinseln, dem wichtigsten Verbreitungsgebiet dieser Art, ist die Population der Rotkopfgans trotz Konkurrenz durch Kühe und Schafe stabil. Dies war nicht immer so. Eine Zeitlang wurden auf den Falklandinseln für den Abschuss von Rotkopfgänsen ähnlich wie bei der Magellangans Prämien gezahlt. Erst seit 1985 gilt die Rotkopfgans auf den Falklandinseln nicht mehr als ein Schädling, der ganzjährig geschossen werden darf. Heute brüten dort vermutlich zwischen 14.000 und 27.000 Rotkopfgänse. Der weltweite Bestand wurde 1997 auf 35.000 bis 60.000 Brutpaare geschätzt.
Auf Feuerland wurde der Argentinische Kampfuchs eingeführt, um die Kaninchenplage zu bekämpfen. Die Rotkopfgans ist durch den Fuchs gefährdet, außerdem durch Menschen, die die Eier sammeln, und durch weidende Kühe, die die Nester am Boden zerstören. Die einstmals sehr großen Bestände sind in Argentinien drastisch zurückgegangen, und nur noch eine kleine Anzahl von Gänsen brütet dort. Die Population auf Feuerland wird mittlerweile auf unter 500 Individuen geschätzt und ist weiter rückläufig. Im Jahr 2001 wurde Wetlands International damit beauftragt, ein Konzept für den Erhalt der Art in Chile und Argentinien zu entwickeln. Im Jahr 2024 gelten die Bestände auf den Falklandinseln als stabil, auf dem Festland als gefährdet.

## Belege